# Fasilides
Fasilides  (Geez: ፋሲልደስ) vladarskog imena Alam Sagad (Magazaz, Regija Šoa,  1603. – Azaz pored Harara 1667.), bio je etiopski car (neguš negasti) Etiopije (1632. do 1667.). 

## Životopis
Fasilides je bio dijete cara Suseniosa i njegove žene Sultane Mogase. Proglašen je carem 1630. za vrijeme bune Sarsa Krestosa, ali zapravo nije vladao sve dok se njegov otac nije povukao s trona 1632. Odmah po stupanju na prijesto, Fasilides je obnovio službeni položaj tradicionalne Etiopske pravoslavne tevahedo crkve. Istovremeno je poslao emisare Patrijarhu Aleksandrije, da mu pošalju novog abunu, svo njegovo nastojanje bilo je koncentrirano na vraćanje starih odnosa u Etiopiju. Zaplijenio je sve isusovačke posjede u Dankazu i drugdje po Carstvu, koji su pripadali isusovačkom sjedištu u Fremoni. Kad je čuo da su portugalski brodovi topovima gađali Mombasu, Fasilides je posumnjao da iza tog čina stoji Afonso Mendes, rimokatolički prelat, u znak odmazde, protjerao je sve preostale isusovce iz Etiopije. Mendes i dobar dio njegovih kolega, na svom putu iz Etiopske visoravni u indijsku Gou, višekratno su orobljeni i zatvarani. U 1665., on je naredio da se "Knjiga o Francima" - kao i sve preostale katoličke vjerske knige - spale.
Njemu se uobičajeno pripisuje osnutak grada Gondara 1636., kao prijestolnice tadašnje Etiopije. Bez obzira da li je to točno ili je grad eventualno postojao i prije njega?, potpuno je sigurno da je on započeo gradnju kompleksa poznatog kao Fasil Ghebbi, kao i to da je podigao neke od najranijih čuvenih 44 Gondarskih crkava: Adababaj Ijasus, Adababaj Tekle Hajmanot, Atatami Mikael, Gimjabet Marjam, Fit Mikael i Fit Abo. Njemu se pripisuje i izgradnja sedam kamenih mostova po Etiopiji, a u narodnim legendama se gradnja svih starih mostova u Etiopiji pripisuje njemu.
Bune plemena Agaj u pokrajini Lasta, koja su otpočele još pod njegovim ocem, nastavile su se i u vrijeme njegove vladavine, tako da je on ostatak svoje vladavine proveo u redovitim kaznenim ekspedicijama na Lastu. Na prvoj je prošao izuzetno loše, kad se je njegova vojska uspaničila za vrijeme Bitke kod Liba 1637. i razbježala, tad je vođa plemena Agaj Melka Kristos ušao u Fasilidesovu palaču i preuzeo njegov tron. Fasilides se ipak brzo pribrao i poslao po pomoć svojim saveznicima; vladaru pokrajine Semien Dimu, i njegovu bratu Gelavdevosu, vladaru Bedžemdera. Oni su nakon okupljanja vojski navalili na Melku Kristosa, koji se još uvijek nalazio u Libu, uspjeli su ga pobijediti i ubiti. Sljedeće godine Fasilides je ponovno pokrenuo kaznenu ekspediciju na Lastu, ali se vojska plemena Agaj povukla u svoja planinska uporišta, tako da je Fasilides ponovno doživio krah svoje kampanje.
Fasilides je 1664. – 65. otpremio jedno poslanstvo u Indiju koje je trebalo čestitati Aurangzebu njegovo stupanje na prijestolje Mogulskog Carstva.
Nakon pobune koju je vodio njegov sin Davit 1666., Fasilides ga je zatočio na planini Veni, tako je obnovio drevnu etiopsku praksu izgona opasnih članova dinastije na vrlo zabačene planine, poput planine Amba Gešen.
Fasilides je umro u Azazu, 8 kilometra južno od Gondara, a sahranjen je u manastiru sv. Stjepan, na otoku Daga u Jezeru Tana, uz svog sedmogodišnjeg sina.